# La Lantejuela
La Lantejuela – gmina w Hiszpanii, w prowincji Sewilla, w Andaluzji, o powierzchni 17,76 km². W 2011 roku gmina liczyła 3938 mieszkańców. Do 1860 roku wieś nazywała się Lentejuela.